# Takasagovolva gigantea
Takasagovolva gigantea is een slakkensoort uit de familie van de Ovulidae. De wetenschappelijke naam van de soort is voor het eerst geldig gepubliceerd in 1974 door Azuma.